# Pray Away
Pray Away é um documentário estadunidense de 2021, produzido e dirigido por Kristine Stolakis. O filme contém depoimentos de ex-líderes e sobreviventes que passaram pelos "centros de conversão", onde a homossexualidade é vista como uma doença. Jason Blum e Ryan Murphy atuam como produtores executivos.
Teve sua estreia mundial no Tribeca Film Festival em 16 de junho de 2021. Foi lançado em 3 de agosto de 2021, pela Netflix.

## Sinopse
Ex-líderes e sobreviventes da chamada "terapia de conversão" falam sobre os danos do movimento à comunidade LGBTQ+ e suas consequências devastadoras.

## Lançamento
O filme teve sua estreia mundial no Tribeca Film Festival em 16 de junho de 2021. Antes, a Netflix adquiriu os direitos de distribuição do documentário. Também foi exibido no AFI Docs em 24 de junho de 2021. Sendo lançado em 3 de agosto de 2021.

## Recepção
No Rotten Tomatoes, o documentário tem uma índice de aprovação de 94% com base em 32 críticas, com uma nota média de 8,40/10. O consenso dos críticos do site diz: "Pray Away apresenta uma imagem compassiva dos danos causados pela chamada terapia de conversão - tanto em seus assuntos quanto em seus proponentes". No Metacritic, o filme tem uma nota ponderada de 71 de 100 com base em 6 avaliações, indicando "críticas geralmente favoráveis".